# ندای حق
ندای حق نام یکی از مطبوعات استان فارس در دوران پهلوی اول است.
این روزنامه از سال ۱۳۰۴ خورشیدی به وسیله ویلهلم واسموس آلمانی، در برازجان به چاپ رسیده است.